# Turno de oficio
Turno de oficio és una sèrie de televisió, produïda per B.M.G. Films per a Televisió Espanyola i emesa entre el 7 d'octubre de 1986 i el 28 de gener de 1987 per TVE-2. Dirigida per Antonio Mercero, va ser un dels primers treballs en televisió de Juan Echanove, que poc abans s'havia donat a conèixer amb Tiempo de silencio.

## Argument
La sèrie pinta un quadre realista del món de la justícia i la delinqüència en el Madrid dels anys 80. Els protagonistes són tres advocats de diferents edats que exerceixen el seu treball en el torn d'ofici, el servei de representació jurídica gratuïta per a persones sense recursos que dona nom a la sèrie. Cosme (Juan Echanove) és un jove de bona família que prepara oposicions a notaria. Una nit es veu embolicat en una baralla i és arrestat. En el jutjat de guàrdia coneixerà al Chepa (Juan Luis Galiardo), un advocat veterà que li persuadeix perquè abandoni les oposicions i es dediqui a exercir com a advocat.

## Crítica i seqüeles
De la sèrie, de la qual es van produir dues temporades, s'ha lloat el repartiment i el realisme en l'ambientació (part de l'acció transcorre en els coneguts jutjats de Plaça de Castilla). La sintonia d'inici, molt característica, era el tercer moviment del Concert per a trompeta, cordes i continu en Fa menor de Georg Philipp Telemann. En 1996 es va emetre una seqüela també a TVE, que va comptar amb el repartiment original excepte Irene Gutiérrez Caba, ja que el seu personatge havia mort.

## Repartiment
- Juan Luis Galiardo…... Juan Luis Funes 'El Chepa'
- Carme Elias…......... Eva
- Juan Echanove…........ Cosme[3]
- Irene Gutiérrez Caba…. Doña Marina

## Fitxa tècnica
- Direcció: Antonio Mercero
- Producció: Enrique Bellot, José G. Blanco Solá, José María Calleja
- Guions: Manolo Matji, Antonio Mercero, Horacio Valcárcel
- Música: Alejandro Massó
- Fotografia: Manuel Rojas
- Muntatge: Rosa G. Salgado
- Dirección artística: Eduardo Hidalgo
- Vestuari: Gumersindo Andrés
- Maquillatge: Ángel Luis de Diego
- Assistent del Director: Horacio Valcárcel
- So: Julio Peña, Miguel Ángel Polo, Francisco Peramos

## Llista d'episodis
- Capítol 1: El hijo del notario
- Capítol 2: La toga
- Capítol 3: Una sortija muy guapa
- Capítol 4: Tres patitos
- Capítol 5: Jardines en el cielo
- Capítol 6: Cosecha del 73
- Capítol 7: Caballo y colorado
- Capítol 8: Los testigos
- Capítol 9: La mudanza
- Capítol 10: La ley del burle
- Capítol 11: El violador
- Capítol 12: Juguetes bajo la lluvia
- Capítol 13: Las manos del tiempo
- Capítol 14: Investigación privada
- Capítol 15: Con la venia, Señoría
- Capítol 16: Buenas noches, mamá
- Capítol 17: Oso de peluche

## Premis
- TP d'Or 1986: Millor Sèrie Nacional.
- Fotogramas de Plata 1986: Juan Echanove. (Millor Actor de televisió).